# Mammillaria carnea
Mammillaria carnea es una especie de planta suculenta perteneciente a la familia Cactaceae. Es endémico de México. Su hábitat natural son los áridos desiertos.

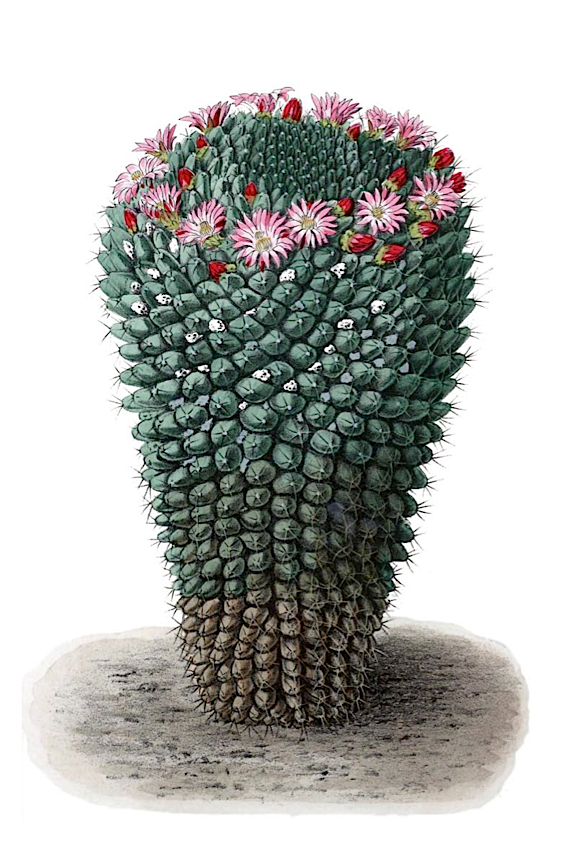
Litografía de 1904

## Descripción
Es una planta perenne carnosa y globosa con la hojas transformadas en espinas (como buena parte de las especies de la familia).
Mammillaria carnea crece solitaria. El cuerpo esférico o cilíndrico de la planta puede alcanzar los 20 cm de alto y 8 a 12 centímetros de diámetro. Las areolas forman pirámides sólidas y tienen savia lechosa. Las cuatro  espinas centrales son de color rosa a marrón con una punta de color negro. Son rígidas, rectas o curvas y de 0,8 a 2 centímetros de largo. 
Las flores son de color rosa claro de 1,5 a 2 centímetros de largo y 1,2 a 1,5 centímetros de diámetro. Los frutos son rojos y contienen semillas marrones.

## Distribución
Mammillaria carnea se encuentra en Guerrero, Oaxaca, Querétaro, Puebla en México.

## Taxonomía
Mammillaria carnea fue descrita por Zucc. ex Pfeiff. y publicado en Enumeratio Diagnostica Cactearum 19, en el año 1837.
Etimología
Mammillaria: nombre genérico que fue descrita por vez primera por Carolus Linnaeus como Cactus mammillaris en 1753, nombre derivado del latín mammilla = tubérculo, en alusión a los tubérculos que son una de las características del género.
carnea: epíteto latíno que significa "con el color de la carne"
Sinonimia
- Neomammillaria carnea[4]